# Liste der Baudenkmale in Motueka
Die Liste der Baudenkmale in Motueka umfasst alle vom New Zealand Historic Places Trust (NZHPT) als „Historic Place“ oder „Historic Area“ eingestuften Baudenkmale und Flächendenkmale der neuseeländischen Ortschaft Motueka. Die Angaben stammen aus dem Register des NZHPT. Die Bezeichnungen der Baudenkmale orientieren sich an diesem Register. In die Liste werden auch bekannte Wahi Tapu (Area), kulturell und religiös bedeutsame Stätten und Gebiete der Māori, aufgenommen. Sie werden jedoch meist nicht publiziert.

| Bild           | Bezeichnung                         | Ort     | Anschrift                                   | Beschreibung                                     | Bauzeit    | Eintrag           | Nummer | Kat. |
| -------------- | ----------------------------------- | ------- | ------------------------------------------- | ------------------------------------------------ | ---------- | ----------------- | ------ | ---- |
| weitere Bilder | Hop Kiln (Pratt's)                  | Motueka | Chamberlain Street Karte                    | Hopfendarre                                      | n.a.       | 25. November 1983 | 1667   | 2    |
| weitere Bilder | The Grange                          | Motueka | 276 Whakarewa Street Karte                  | Wohnhaus                                         | 1863       | 24. Juni 2005     | 1668   | 2    |
| weitere Bilder | Manoy House                         | Motueka | 78 Poole Street Karte                       | Wohnhaus                                         | 1909       | 25. November 1982 | 1669   | 2    |
| weitere Bilder | Motueka Museum                      | Motueka | 140 High Street Karte                       | Museum                                           | n.a.       | 25. November 1982 | 1670   | 2    |
| weitere Bilder | Catholic Church (Former)            | Motueka | Ecke 31 High Street und Fearon Street Karte | ehemalige katholische Kirche, heute Kunstzentrum | n.a.       | 25. November 1982 | 1671   | 2    |
| weitere Bilder | Te Ahurewa Maori Church (Anglican)  | Motueka | Pah Street                                  | Anglikanische Maori Kirche                       | 1897       | 25. November 1982 | 1673   | 2    |
| weitere Bilder | The Gables                          | Motueka | 116 Thorp Street                            | Wohnhaus                                         | n.a.       | 25. November 1982 | 1674   | 2    |
| weitere Bilder | Motueka Wharf (Former) and Memorial | Motueka | Motueka Quay Karte                          | steinerner Kai und Denkmal davor                 | 1887/1903  | 11. Dezember 2009 | 2985   | 2    |
| weitere Bilder | St Andrew's Church                  | Motueka | 64 High Street Karte                        | Kirche, presbyterianische und methodistische     | n.a.       | 25. November 1982 | 2986   | 2    |
| weitere Bilder | St Thomas's Church (Anglican)       | Motueka | 101 High Street Karte                       | anglikanische Kirche                             | 1911       | 25. November 1982 | 1672   | 2    |
| weitere Bilder | House                               | Motueka | 428 High Street Karte                       | Wohnhaus                                         | n.a.       | 15. Februar 1990  | 5142   | 2    |
| weitere Bilder | Motueka Saltwater Baths             | Motueka | North Street und Everett Street Karte       | ins Meer hineingebautes Schwimmbecken            | 1938 (ca.) | 24. Juni 2005     | 7617   | 2    |